# Partido del Frente de Penang

Logo del PFP.

El Partido del Frente de Penang (en chino: 槟城 前进 党) o PFP es un partido político estatal malasio con sede en el Estado de Penang fundado el 6 de septiembre de 2016 por Patrick Ooi Khar Giap, como una fuerza opositora al gobierno estatal de la coalición Pakatan Harapan (Pacto de la Esperanza), escindiéndose del Barisan Nasional (Frente Nacional), oficialista entonces a nivel federal pero cada vez más debilitado en el ámbito estatal. En las elecciones estatales de 2018 presentó candidaturas en Penang y en las elecciones federales simultáneas presentó varios candidatos al Dewan Rakyat y un candidato en Kuala Lumpur. Sin embargo, el partido fracasó completamente sin que ninguno de sus candidatos resultara electo o superara, siquiera, el umbral requerido para retener su depósito electoral.